# Kamienica Pod Królem Salomonem we Wrocławiu
Kamienica Pod Królem Salomonem lub Pod Złotym Krzyżem – narożna kamienica znajdująca się przy zbiegu ul. św. Jadwigi 9 i ul. Staromłyńskiej we Wrocławiu.

## Historia kamienicy
Kamienica wraz z sąsiednią kamienicą nr 10 została wzniesiona w 1795 roku, w miejsce zniszczonej przez pożar w 1791 roku szkoły klasztornej opactwa augustiańskiego istniejącej tu od pierwszej połowy XIV wieku. Projektantem wczesnoklasycystycznego budynku był architekt Karl Gottfried Geissler (1754-1823).
W kamienicy po 1948 roku mieszkał m.in. Henryk Tomaszewski, twórca wrocławskiego Teatru Pantomimy.

## Architektura

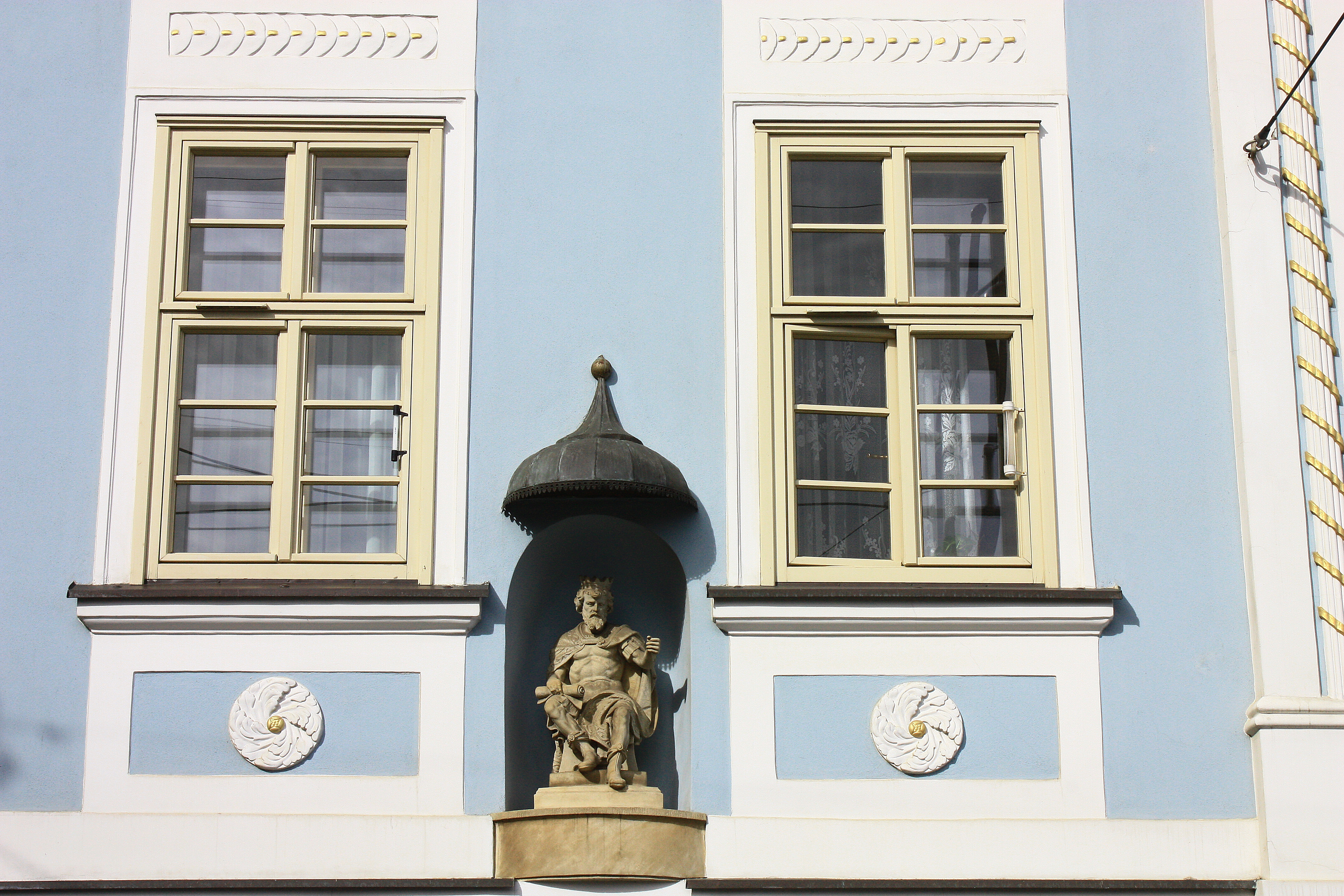
Rzeźba siedzącego króla Salomona

Kamienica została wzniesiona na planie prostokąta, jako trójkondygnacyjny, trójtraktowy kalenicowo ustawiony budynek pokryty wspólnym z sąsiednią kamienicą trójspadowym dachem. Fasada budynku podzielona jest na pięć osi oddzielonych od siebie smukłymi lizenami ozdobionymi wiązkami rózg liktorskich, które wydzielają oś środkową i akcentują naroża. Pod prostokątnymi oknami znajdują się małe podokienniki a na drugiej kondygnacji również nadokienniki. W osi środkowej okna udekorowane są girlandami, a nad oknem pierwszego piętra znajduje się odcinkowy naczółek. Część parterowa jest boniowana. W jej środkowej osi umieszczony został portal, nad którym znajduje się godło domu „złoty krzyż”. W latach 1912–1913 w części parterowej wybito dwa okna wystawowe oraz osobne wejścia do lokalu (zachowały się plany inwentaryzacji z tego okresu). Po lewej stronie została otwarta apteka „Pod królem Salomonem” (niem. König Salomo Apotheke). Na wysokości pierwszego piętra, w niszy między wschodnimi osiami znajduje się rzeźba siedzącego króla Salomona, będącego godłem apteki. Na prawo od portalu wejściowego znajdował się sklep. Wyższe kondygnacje zajmowały mieszkania.

## Po 1945
Po działaniach wojennych w 1945 roku kamienica nie została znacząco zniszczona. W latach 1975–1976 została gruntownie odrestaurowana; zlikwidowano wówczas osobne wejścia do lokali na parterze i zastąpiono je oknami.
Elewacja boczna kamienicy (od ulicy Staromłyńskiej), pięcioosiowa, ma podobny wystrój elewacji.